# 茂世路岳
茂世路岳（日语：／）或梅德韦日火山（俄语：Медвежий Вулкан）是择捉岛的火山，属北海道根室振兴局或萨哈林州库里尔斯克区，海拔1,124米。最后一次喷发在1999年。